# Kyriakos Karataïdīs
Kyriakos Karataïdīs (in greco Κυριάκος Καραταΐδης?; Kastoria, 4 luglio 1965) è un ex calciatore greco, di ruolo difensore.

## Palmarès

### Club

#### Competizioni nazionali
- Campionato greco: 5

Olympiakos: 1996-1997, 1997-1998, 1998-1999, 1999-2000, 2000-2001
- Coppa di Grecia: 2

Olympiakos: 1991-1992, 1998-1999
- Supercoppa di Grecia: 1

Olympiakos: 1992